# Kečuanski jezik
Kečuanski jezik (kečua: Runa simi, Qhichwa simi [qhečua simi] ili Qichwa shimi [qečua šimi], šp.: Quechua; ISO 639-3: que) je makrojezik u Južnoj Americi koji govori oko 7 do 14 milijuna ljudi, Kečue. Bio je i jezik kulture starih Inka.
Prvobitna domovina bila je okolina današnjeg grada Cuzca (Qusqu, Cusco), njihovog glavnog grada kojeg su osnovali u prastara vremena, i odakle su ga osvajanjima i kečuanizacijom drugih plemena raširili po ogromonm području zapadnih predjela Južne Amerike, na kojima su se razvile brojne varijante ovog jezika. Na današnjem govornom području Quechua postoje 44 različita quechua-jezika. Govore se na području južne Kolumbije, Ekvadora, Perua, Bolivije, sjeverozapadne Argentine i sjevernog Čilea.
Prvu slovnicu kečuanskog jezika sastavio je dominikanac Domingo de Santo Tomás.
| Hrvatski                                                   | Kečuanski          |
| ---------------------------------------------------------- | ------------------ |
| vunene halje                                               | abasca             |
| izbor (najboljih)                                          | aclla              |
| kuća odabranih                                             | aclla huassl       |
| pravo; pravda                                              | allauca            |
| zmija                                                      | amaru              |
| sustav klasifikacije dobne pripadnosti                     | anta guamara       |
| korištenje usluga; radna snaga; zemljišni posjedi          | arimsa             |
| jezik; govor                                               | aru                |
| neprijatelj ili vojnik                                     | auca               |
| sustav klasifikacije dobne pripadnosti za žene             | auca comayoc uarmi |
| odabir snažnih za vojnike                                  | auca-camayoc       |
| svećenik                                                   | aucachic, ichuri   |
| Cuzco                                                      | Aucaypata          |
| sustav reciprociteta                                       | ayni               |
| glasnogovornik                                             | cachacona          |
| oznaka za crte razdiobe naselja                            | callao             |
| snaga, duševna i tjelesna moć                              | callpa             |
| časnik; umjetnik                                           | cama yoc           |
| bogataš, moćnik                                            | capac              |
| posebno obredno žrtvovanje                                 | capaccocha         |
| crte razgraničenja                                         | ceque              |
| službeni prenositelj poruka; športaš                       | chasqui            |
| kraljica                                                   | coya               |
| poglavar naselja                                           | curaca             |
| kamen, skamenjeni i posvećeni čovjek                       | guanca             |
| zemlja                                                     | hanan              |
| uzvišena stvar                                             | hatun              |
| uvažena osoba                                              | hatun runa         |
| hram                                                       | huaca              |
| nebo                                                       | hurin              |
| mladi izabranici za kuću odabranih                         | mamacuna           |
| sustav obveznog rada                                       | minka              |
| obavljati teške poslove                                    | mita               |
| osobe poslane na različita mjesta za različite djelatnosti | mitmaq             |
| mjesto postanka                                            | pacarina           |
| univerzum                                                  | pacha              |
| utvrda                                                     | pucara             |
| sustav računanja                                           | quipu              |
| onaj koji zna računati                                     | quipu camayoc      |
| čovjek                                                     | runa               |
| ljudski govor                                              | runa simi          |
| kralj                                                      | sapa               |
| ratnik; general                                            | sinchi             |
| upravna razdioba kraljevstva                               | suyu               |
| svratište; boravište                                       | tampu              |
| jelen                                                      | taruga             |
| biti, postojati, imati                                     | tiana              |
| završavati, upotpuniti                                     | tucurina           |
| ima tome puno godina                                       | unai               |
| koji može                                                  | ushac              |
| obilje                                                     | usurina            |
| mudrac, liječnik, vrač                                     | yachac             |
| voda, rijeka                                               | yacu               |
| zreo čovjek                                                | yuyac              |
| misliti, poštovati, voljeti                                | yuyana             |
| razuman čovjek                                             | yuyayuc            |

## Vanjske poveznice
- qu.wikipedia.org - Wikipedija na kečuanskom
- http://www.runasimi.de (višejezička stranica s rječnikom: kečuanski - njemački - engleski - španjolski - francuski. Sakupio i priredio Philip Jacobs)
- http://www.quechua.org.uk (jezikoslovna stranica na engleskom i španjolskom jeziku)